# Северинец, Константин Павлович
Константин Павлович Северинец (бел. Канстанцін Паўлавіч Севярынец; 4 сентября 1952, д. Унорица — 1 октября 2021, Витебск) — советский и белорусский журналист и переводчик, публицист и писатель.

## Биография
Константин Павлович Северинец родился 4 сентября 1952 года в деревне Унорица. С 4 по 8 класс проучился в Глыбове, затем доучивался в средней школе в городе Таураге (Литовская ССР). Учился на русскоязычном отделении филологического факультета БГУ по специальности «преподаватель русского языка и литературы». В 1972—1974 годах проходил срочную службу в советской армии во время которой был награждён медалью «За отвагу на пожаре». С 1976 по 1979 год был директором Погостенской средней школы под Оршей.
В 1979 году начал работу в журналистике корреспондентом БелТА—ТАСС по Витебской области для газеты «Советская Белоруссия». Позже также печатался со статьями для районных газет «Ленинский призыв», «7 дней» и «Красный Октябрь». После распада СССР сотрудничал также с областной газетой «Народное слово» и общереспубликанской «Народная воля». Кроме того печатался со статьями в минском издании «Детективная газета».
Страдающий от хронической болезни сердца Константин Северинец скончался 1 октября 2021 года в Витебске на 70-м году жизни от осложнений, вызванных COVID-19.

### Дети
Отец Павла Северинца, одного из лидеров партии БХД и политического заключённого, а также родитель Анны Северинец — писательницы и журналистки.

### Литературная и переводческая деятельность
Помимо журналистской, Константин Северинец также активно занимался писательской и переводческой деятельностью. В соавторстве с И. Чаротой перевел с сербохорватского языка множество произведений югославских авторов, в частности таких как Д. Тадиянович, С. Велмар-Янкович, Й. Йовавич-Змай и других.